# تپه اوچ اولر
تپه اوچ اولر مربوط به سدهٔ ۸–۶ ه.ق است و در شهرستان نقده، بخش محمدیار، دهستان حسنلو، روستای شیخ احمد واقع شده و این اثر در تاریخ ۷ خرداد ۱۳۸۷ با شمارهٔ ثبت ۲۲۸۶۴ به‌عنوان یکی از آثار ملی ایران به ثبت رسیده است.